# Société Anonyme Les Ateliers Métallurgiques
De Société Anonyme Les Ateliers Métallurgiques is een voormalige Belgische bouwer van spoorweg en tramwegmaterieel, auto's en overige wagens. De fabrieken zijn onder verschillende namen bekend. Bij spoorwegmaterieel wordt vaak verwezen naar de bouwplaats (veelal de Franstalige naam) of wordt verwezen naar "Métallurgiques" of "Métallurgique".

## Vestigingen
Het bedrijf had een aantal locaties:
- Tubeke/Tubize: stoomlocomotieven
- Nijvel/Nivelles: spoorwegwagons en tramrijtuigen. In 1956 werd dit filiaal samengevoegd met La Brugeoise et Nicaise & Delcuve. Hieruit ontstond La Brugeoise et Nivelles.
- Marchienne-au-Pont: bruggen en auto's
- Manage

Daarnaast had het bedrijf een nevenvestiging in het Franse Crespin onder de naam Blanc-Misseron.

## Autofabrikant

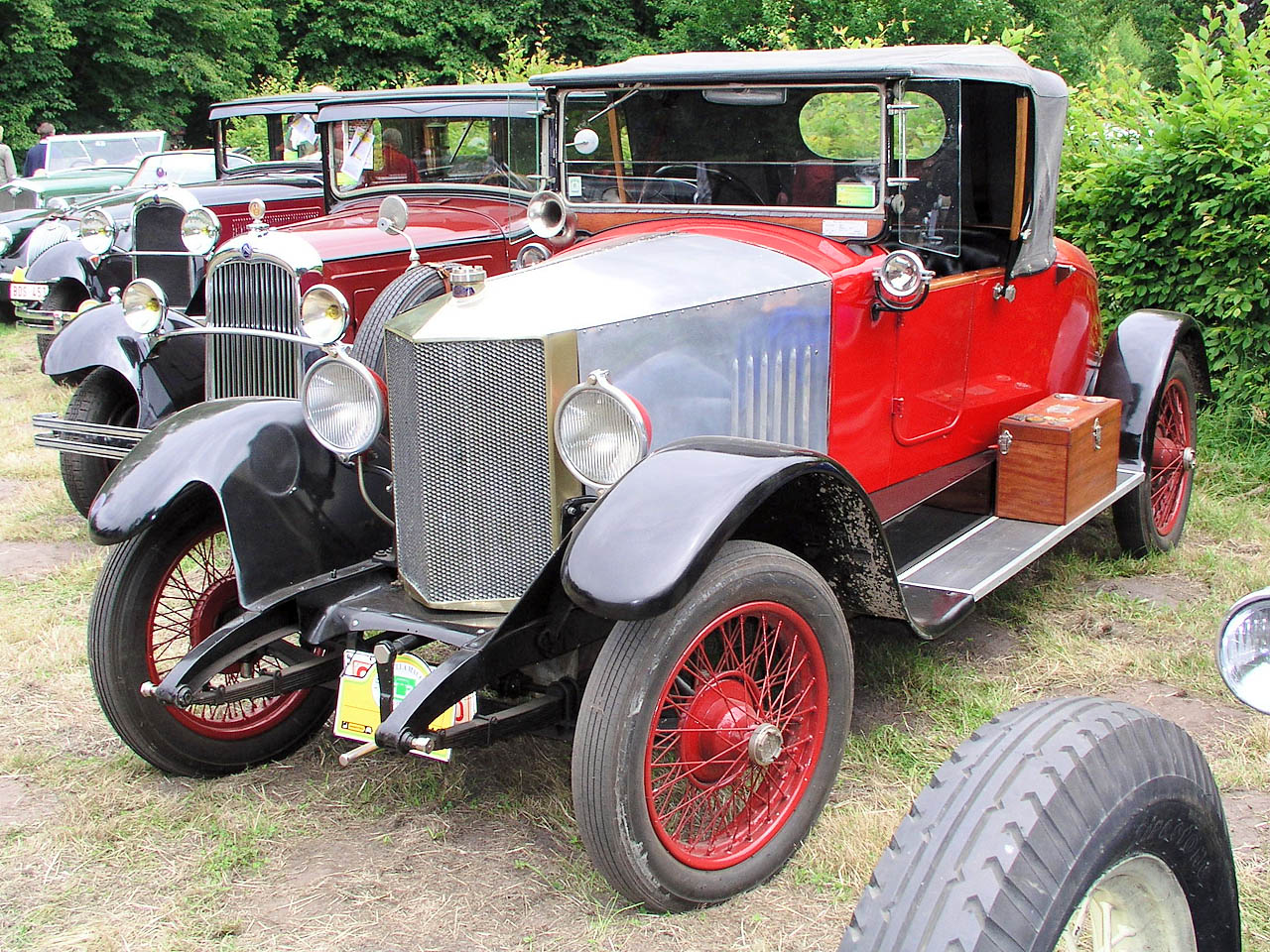
Een wagen uit 1921.

De kleine fabriek uit Marchienne-au-Pont produceerde zijn eerste prototype in 1898 en begon productie in 1900. In 1903 werd ex-Mercedes ontwerper Ernst Lehmann hoofd ontwerper bij Metallurgique. Hij ontwierp een serie geavanceerde auto's met een chassis uit geperst staal.
Vanaf 1907 plaatste Metallurgique zijn kenmerkende V-radiateur. In 1908 kwam de laatste twee-cilinder uit. Van dan af aan maakte het grote vier-cilinders, zoals de luxueuze 26/60 PK en de sportieve 38/90 PK. Na de Eerste Wereldoorlog bleef de 26/60 in productie, samen met de 5/20 en 20/40 PK modellen.
In 1922 kwam een nieuwe 1.9L 12 PK uit, ontworpen door Paul Bastien. Na de overname door Imperia vertrok hij naar Stutz.